# Geert Wilders
Geert Wilders, född den 6 september 1963 i Venlo, är en nederländsk högerextrem politiker. Han har varit ledamot i parlamentet sedan 1998, först för det liberala Folkpartiet för Frihet och Demokrati, och från 2006 för Frihetspartiet (PVV). Han grundade PVV och är dess partiledare. Wilders är mest känd för sin kritik av islamism och religionen islam. Han menar att Koranen uppmanar till våld och mord och att den borde förbjudas.

## Politisk karriär
Wilders valdes 1998 in i det nederländska parlamentets andra kammare för det liberala Folkpartiet för Frihet och Demokrati. I juli 2004 presenterade han, tillsammans med partikamraten och parlamentarikerkollegan Gert-Jan Oplaat, pamfletten RECHT(S) op je doel af – en tiopunktsplan för en mer konservativ rättspolitik inom Folkpartiet, innehållande krav på strängare straff, högre maxfart på vägarna, utvisning av radikala imamer och nej till turkiskt EU-medlemskap.
Det var framförallt missnöje med bristande gehör för det sistnämnda kravet som fick Wilders att i september 2004 lämna Folkpartiet och bilda sin egen parlamentsgrupp, Wilders-gruppen (Groep Wilders).
2005 var Wilders en av ledarna för nej-kampanjen i folkomröstningen om ny EU-konstitution, som en majoritet av väljarna (61,6 procent) i Nederländerna också röstade ned i juni samma år.
Den 22 februari 2006 grundade Wilders Frihetspartiet, tillsammans med Bart Jan Spruyt (som senare lämnade partiet). Samma månad publicerade Wilders Muhammedbilderna i Jyllands-Posten på sin webbplats, som en markering av stöd för yttrandefriheten. Wilders hävdar att han två dagar efter publiceringen mottagit över 40 mordhot. Detta väckte stor uppmärksamhet. Efter valet blev det med 5,9 procent av rösterna landets tredje största oppositionsparti. Enligt en opinionsundersökning i mars 2009 skulle hans Frihetsparti fått flest röster av alla om parlamentsval hade hållits då.
Den 8 augusti 2007 skrev Wilders i en insändare i den holländska tidningen De Volkskrant att Koranen bör förbjudas i Nederländerna, i likhet med Adolf Hitlers Mein Kampf. Han hävdar att Koranen är fascistisk och uppmanar till hat och mord samt menar därför att den saknar existensberättigande i den nederländska rättsordningen.
Under 2008 bjöds Wilders in till det brittiska överhuset för att förevisa filmen Fitna (se nedan). Lord Ahmed hotade med muslimska massdemonstrationer som skulle förhindra Wilders från att komma in i överhuset. Inbjudan drogs tillbaks på grund av dessa hot. Wilders blev inbjuden ytterligare en gång men inrikesministeriet utfärdade då ett inreseförbud. I januari 2009 greps och deporterades Wilders från Storbritannien när han kom till Heathrow för att besöka överhuset. Inreseförbudet har kritiserats av holländska regeringen och flera lorder som anser det vara en begränsning av yttrandefriheten och "att böja sig för extremister". Wilders överklagade beslutet, och vann målet. Han besökte sedan Storbritannien den 16 oktober 2009. På inbjudan av Lord Pearson of Rannoch besökte Wilders Storbritannien igen den 5 mars 2010 och visade filmen för överhusets ledamöter.

## Film
På ungefär samma sätt som Ayaan Hirsi Ali och den mördade Theo van Gogh med Underkastelse har Wilders gjort en kortfilm om Koranen. Filmen heter Fitna (arabiska för "prövning", "frestelse" eller "det onda") och kom ut i mars 2008. Filmen har inte oväntat tagits emot positivt av vissa och starkt negativt av andra. Den nederländska regeringen och EU är oroliga för den oro som kan skapas av filmen.